# Alectryon tomentosum
Alectryon tomentosum es una especie de árbol perteneciente a la familia de las  sapindáceas. Se encuentra en  Australia. 

## Descripción
Es un pequeño árbol con vellosidades en las ramitas, hojas, pedúnculos y frutas. Las hojas son paripinnadas de 7-20 cm de largo con volantes basales mucho más pequeños que las terminales; con 4-8 foliolos, ovado-oblongos a elíptico-oblongos, de 3-12 cm de largo en su mayoría, de 1-4 cm de ancho, ápice agudo a acuminado, base ± redondeada, los márgenes generalmente  dentados, superficie superior glabra o finamente peluda, superficie inferior por lo general densamente peludas; el pecíolo de 10-30 mm de largo, peciólulos 1-2 mm de largo. Las inflorescencias en panículas de 10-14 cm de largo. Pétalos ausentes. El fruto es una cápsula sésil, de 8-12 mm de largo, 6.20 mm de ancho, lóbulos 1-3 globosos, peludos, semillas negras y arilo rojo.

## Distribución y hábitat
Se encuentra en el norte en el bosque seco y subtropical de Hunter Valley, en Nueva Gales del Sur. 

## Taxonomía
Alectryon tomentosum fue descrita por (F.Muell.) Radlk.   y publicado en Actes du IIIme Congrès international de botanique, Bruxelles 1910 1877: 117, en el año 1879.
Sinonimia
- Nephelium tomentosum F.Muell.[3]